# Adoufe e Vilarinho de Samardã
Adoufe e Vilarinho de Samardã (llamada oficialmente União das Freguesias de Adoufe e Vilarinho de Samardã) es una freguesia portuguesa del municipio de Vila Real, distrito de Vila Real. Según el censo de 2021, tiene una población de 2658 habitantes.

## Historia
Fue creada el 28 de enero de 2013 en aplicación de una resolución de la Asamblea de la República de Portugal promulgada el 16 de enero de 2013 con la unión de las freguesias de Adoufe y Vilarinho de Samardã, pasando su sede a estar situada en la antigua freguesia de Adoufe.

## Demografía
| Gráfica de evolución demográfica de Adoufe e Vilarinho de Samardã entre 2011 y 2021 |
|                                                                                     |
| Datos según el nomenclátor publicado por el INE portugués.                          |